# Christian Heinrich Grasemann
Christian Heinrich Grasemann (* 31. Januar 1783 in Frankfurt am Main; † 28. Oktober 1838 ebenda) war ein deutscher Arzt und Botaniker. Sein offizielles botanisches Autorenkürzel lautet „Grasem.“.

## Leben
Grasemann war der Sohn des Frankfurter Wundarztes Johann Gottlieb Grasemann (* um 1742) und der 1753 in Kassel geborenen Wilhelmine Hottenrath. Seine beiden Brüder Christian Friedrich und Johann Peter Grasemann kamen 1779 und 1788 zur Welt. Seine Schulbildung erhielt er sowohl durch Privatlehrer als auch den Besuch des Frankfurter Gymnasiums. Schon in jungen Jahren wurde in ihm die Vorliebe für die Naturkunde geweckt. Ein besonderes Interesse galt der Botanik, deren frühzeitige Anleitung er durch den Frankfurter Stadtarzt und Botaniker Johann Scherbius erhielt. Die ersten anatomischen Kenntnisse erlangte er durch die Fürsorge von Johann Jacob Behrends (1769–1823), der von 1798 bis 1816 als Chirurg am Anatomischen Institut der Senckenbergischen Stiftung fungierte und den jungen Interessierten im Zergliedern von Tier- und Menschenkörpern unterrichtete.
1801 begann er ein Medizinstudium in Jena mit Lehrstunden in Anatomie, Physiologie und Chirurgie bei Hofrat Justus Christian Loder, in Chemie und Pharmazie bei Johann Friedrich August Göttling, in Naturgeschichte und Botanik bei August Batsch sowie in Mineralogie bei Johann Georg Lenz (1748–1832), dem Stifter der Sozietät für die gesamte Mineralogie zu Jena, zu deren Mitglied 1802 auch Grasemann ernannt wurde. 1803 führte er sein Studium in Göttingen fort, wo er u. a. von Johann Friedrich Blumenbach in vergleichender Anatomie unterrichtet wurde. Im darauf folgenden Jahr wechselte er nach Tübingen zu Wilhelm Gottfried Ploucquet (1744–1814), wo er im April 1807 mit einer Dissertation über Knochennekrose promovierte. Noch im selben Jahr ließ er sich in Frankfurt am Main als Arzt nieder. Im Hospital der Senckenbergischen Stiftung war er von 1809 bis 1815 als Stifts- und Hospital-Arzt angestellt. Darüber hinaus war er als Direktor des Botanischen Gartens und Dozent für Botanik angestellt und wohnte im Stift. Bis ins Jahr 1831 wurde er im jährlichen Staatskalender der Freien Stadt Frankfurt regelmäßig als praktizierender Arzt verzeichnet.
Grasemann war Gründer und wirkliches Mitglied der 1808 in Hanau gegründeten Wetterauischen Gesellschaft für die gesamte Naturkunde. Laut der Vorstandssitzung vom 18. August 1819 wird er aber nach elf Jahren Mitgliedschaft aus der Gesellschaft ausgeschlossen. Mit Hinweis auf die Statuten der Gesellschaft heißt es im Protokoll: „Soll Herr Dr. Grasemann in Frankfurt, wegen seines tadelhaften Betragens als wirkliches Mitglied vergessen werden“. Was Grasemann sich hatte zu Schulden kommen lassen, ist nicht überliefert. Es wird heute vermutet, dass er die Regelung nicht befolgte, innerhalb von drei Jahren einen materiellen Beitrag zu leisten. Tatsächlich aber hat er der Gesellschaft 1809 für ihre Sammlung bzw. Bibliothek zwei nicht näher bezeichnete Dissertationen und 64 getrocknete, teils exotische Pflanzen gestiftet sowie 1814 den Band Nomenclator entomologicus von Friedrich Weber, 1795. Lediglich sein schriftlicher Aufsatz fehlt, aber diesen haben andere namhafte Mitglieder auch nie verfasst.